# عبد الباقي الحسيني
عبد الباقي الحسيني هو مؤسس جماعة أنصار السنة المحمدية في مدينة شربين بمصر وقد توفي يوم 18 نوفمبر 2008 ودفن في نفس المدينة، أولاده الذكور حسني، وعبد الله، ووائل، ألقى محاضرات في المسجد الحرام بمكة المكرمة شارك في تأسيس عدد كبير من المساجد منها المجمع الإسلامي في مدينة شربين وبه حضانة التوحيد للأطفال. الشيخ قام ببناء وتأسيس العديد من المساجد في مركز شربين ظل يدعو لسنّة محمد لمدة خمسين سنة